# Cheiracanthium pelasgicum
Cheiracanthium pelasgicum is een spinnensoort uit de familie Cheiracanthiidae.
De wetenschappelijke naam van de soort werd in 1837 als Bolyphantes pelasgicus gepubliceerd door Carl Ludwig Koch.